# Шевченко Володимир Федорович
Шевченко Володимир Федорович (24.10.1931) — Засновник і директор Науково-виробничоївпроваджувальної фірми «Топаз ЛТД». Засновник і директор Науково-дослідного і проектного підприємства «Укрферро». Кандидат технічних наук, доцент, почесний професор Міжнародного університету міста Відень. Лауреат Премії Ради Міністрів СРСР, кавалер ордену «Великого Рівноапостольного Князя Володимира III ст.»

Володимир Федорович народився 24 жовтня 1931 р.в місті Краснодон Луганської області. Як майже і всі сім'ї у ті часи, родина Шевченків була великою. Батько працював на шахті, мати заправляла господарством та виховувала п'ятьох дітей, що було дуже нелегко в тридцяті роки. В 1937 р. мати Володимира померла. Сестри господарювали, як могли, для хлопчиків настала відносна вольниця. Що таке війна, діти зрозуміли досить швидко. В будинку ніколи не було великого достатку, а тут стало зовсім туго. Та й батько став цілодобово пропадати на роботі і, як пізніше з'ясувалось, у…військоматі — хотів воювати з фашистами. Але вдівця з п'ятьма дітьми у листопаді 1941 р., при підході німецьких військ, евакуювали до Саратовської області, Безимянського району, в с. Лизандергей. Вже тут виконалося його бажання, і Шевченко Федір Трофимович пішов на фронт, щоб вже не повернутися. Він загинув в 1944 р. і покоїться в братській могилі серед білоруських лісів.
У січні 1944 р. сім'я повернулася в Україну, а вже в березні разом з братами Віктором і Євгенієм, Володимир був відправлений до спеціалізованого дитячого будинку в с. Пархоменко Новосветлівського району Луганської області. У 1948 році закінчив 8 класів української середньої школи в с. Пархоменко, і продовжив навчання, будучи вихованцем дитячого будинку, в Митякинскій СШ в Ростовській області.
У 1950 р. Володимир вступив до Ростовського інституту інженерів залізничного транспорту (Ростов-на- Дону) і в 1955 р. закінчив його, отримавши напрям на Челябінський феросплавний завод. Пройшов шлях від помічника майстра, майстра, заступника начальника цеху до начальника цеху і головного інженера управління капітального будівництва Челябінського електрометалургійного комбінату.
У 1965 р. вступив заочно до аспірантури Челябінського політехнічного інституту без відриву від виробництва, і в 1969 р. закінчив її, представивши і успішно захистивши дисертацію. У тому ж 1969 року рішенням ВАК СРСР Шевченку В. Ф. присвоєна вчена ступінь кандидата технічних наук. З 1965 р. він поєднував роботу на виробництві з викладацькою діяльністю в ЧПІ, і в 1972 р. отримав вчене звання доцента. У 1973 р. по переведенню Минчермета СРСР Шевченко В. Ф. був направлений в Харків, в Науководослідний і проектний інститут Дніпросталь — головний інститут феросплавної промисловості Минчермета СРСР, на посаду заступника головного інженера інституту з феросплавного виробництва, де пропрацював 33 роки до ліквідації інституту в 2005 році. У 1988 році за наукові і проектні розробки по вдосконаленню і реконструкції заводів феросплавів Шевченко В. Ф. був удостоєний звання Лауреата Премії Ради Міністрів СРСР. 
На його рахунку понад 100 наукових праць, серед яких 3 монографії:
- Механическое оборудованиеферросплавных заводов Москва, Металлургиздат, 350с. 1968 р. (у співавторстві);
- Устройство и эксплуатация оборудования ферросплавных заводов. Справочик. Москва, Металлургиздат, 370с. 1982 р.;
- Совершенствование цехов и оборудования ферросплавного производства, Москва-Харьков, 470с. 1997 р.

Також він є автором та співавтором більш, ніж 100 винахідів, які є втілені у раціоналізаторські пропозиції та патенти, серед яких «Спосіб виробництва окатишів» та «Спосіб отримання високо титанового феросплаву з ільменіту». 17 березня 1992 р. за ініціативою Шевченка В. Ф. булозасновано ТОВ Науково-виробничу упроваджувальну фірму Топаз Лтд, улюблене творіння Володимира Федоровича, а у 2005 році — Науково-дослідне і проектне підприємство Укрферро для здійснення робіт з реконструкції, модернізації і вдосконалення заводів, цехів і устаткування феросплавного виробництва, а також для вирішення економічних проблем феросплавних заводів країн СНД та далекого зарубіжжя.
З 1992 р. НПВФ Топаз Лтд — генеральний проектувальник окремих об&#39;єктів, цехів і заводів, таких як ВАТ Челябінський електрометалургійний комбінат (Росія), ВАТ Нікопольский завод феросплавів (Україна), ТОВ Побужський феронікелевий комбінат (Україна), ТОВТФК (Україна), металургійний завод Скопски Легури Р. Македонія, феронікелевий завод Ларимна (Греція), заводи в Казахстані, Узбекистані. Роботою обох підприємств беззмінно керує технічний керівник і директор Шевченко Володимир Федорович.
За результатами роботи 2003—2008 рр. ТОВ НПВФ ТОПАЗ ЛТД було удостоєно національного сертифікату Лідер галузі, а беззмінний протягом 18 років директор Шевченко В. Ф. нагороджений Почесною грамотою за вагомий внесок у розвиток економіки України, професійне управління підприємством-лідером і орденомСтатус-нагорода Професіонал галузі. У 2010 р. підприємство отримало Національний знак якості. У жовтні 2010 р. Шевченко В. Ф. отримав звання Почесногопрофесора Міжнародного університету міста Відень у знак визнання його вагомого внеску у розвиток феросплавної промисловості не тільки України та країн СНД, а й Європи та світу.